# Isla Kitchener

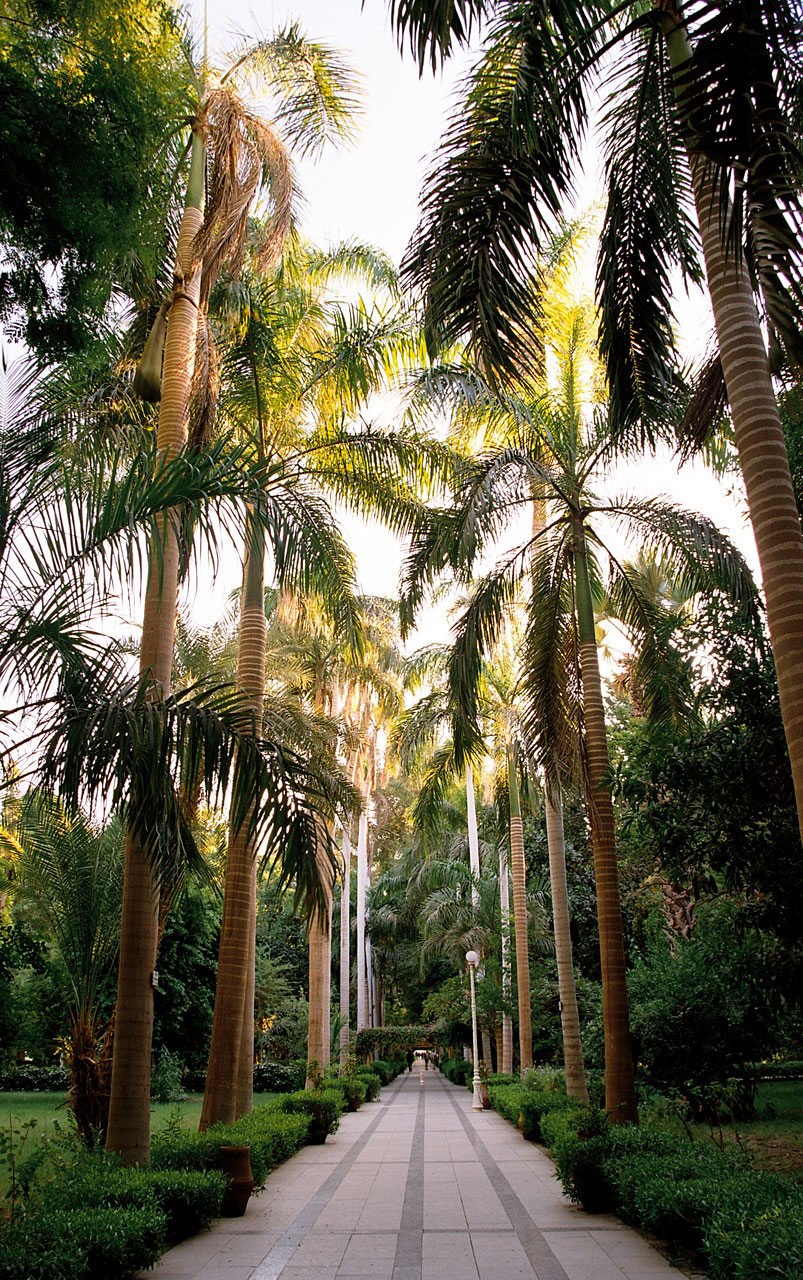
Un paseo de palmeras en la isla Kitchener.

La isla Kitchener (actualmente conocida localmente en árabe como Geziret an-Nabatat, جزيرة النباتات, traducido como 'Isla de las Plantas') es una isla pequeña de forma oval que toda ella es un jardín botánico, que se encuentra en el Nilo, en Asuán, Egipto.

## Historia
El nombre de la isla es en honor al general lord Horatio Kitchener, que en 1883 fue enviado a Egipto para ser gobernador general del Sudán y ganó la guerra contra los derviches (1896–1898), y como recompensa se le regaló la isla.
Con la ayuda del ministerio de irrigación, Kitchener transformó rápidamente la pequeña isla (aproximadamente 750 metros de largo) en un paraíso de árboles y de plantas exóticas con unas cuidadas calzadas. Pasó después a propiedad del gobierno egipcio siendo utilizado más adelante como centro de investigación para examinar diversos alimentos y cosechas. Actualmente, en el extremo meridional se ubica un centro de investigación biológico, que está cerrado a los visitantes.

## Localización
La isla de Kitchener es una de dos islas importantes en el Nilo en la vecindad de Asuán, la otra es Elefantina. Elefantina es mucho más grande que la isla de Kitchener y está situada entre la isla de Kitchener y la ciudad de Asuán (banco del este). Así, desde la ciudad es difícil de ver la isla de Kitchener más pequeña.
Actualmente la isla en su totalidad es un jardín botánico. Es particularmente popular entre la gente y los turistas locales como punto para comidas campestres en el fin de semana o para una tarde reservada lejos del ruido de la ciudad. Puede ser alcanzada mediante falucas, lancha o un ferry local.

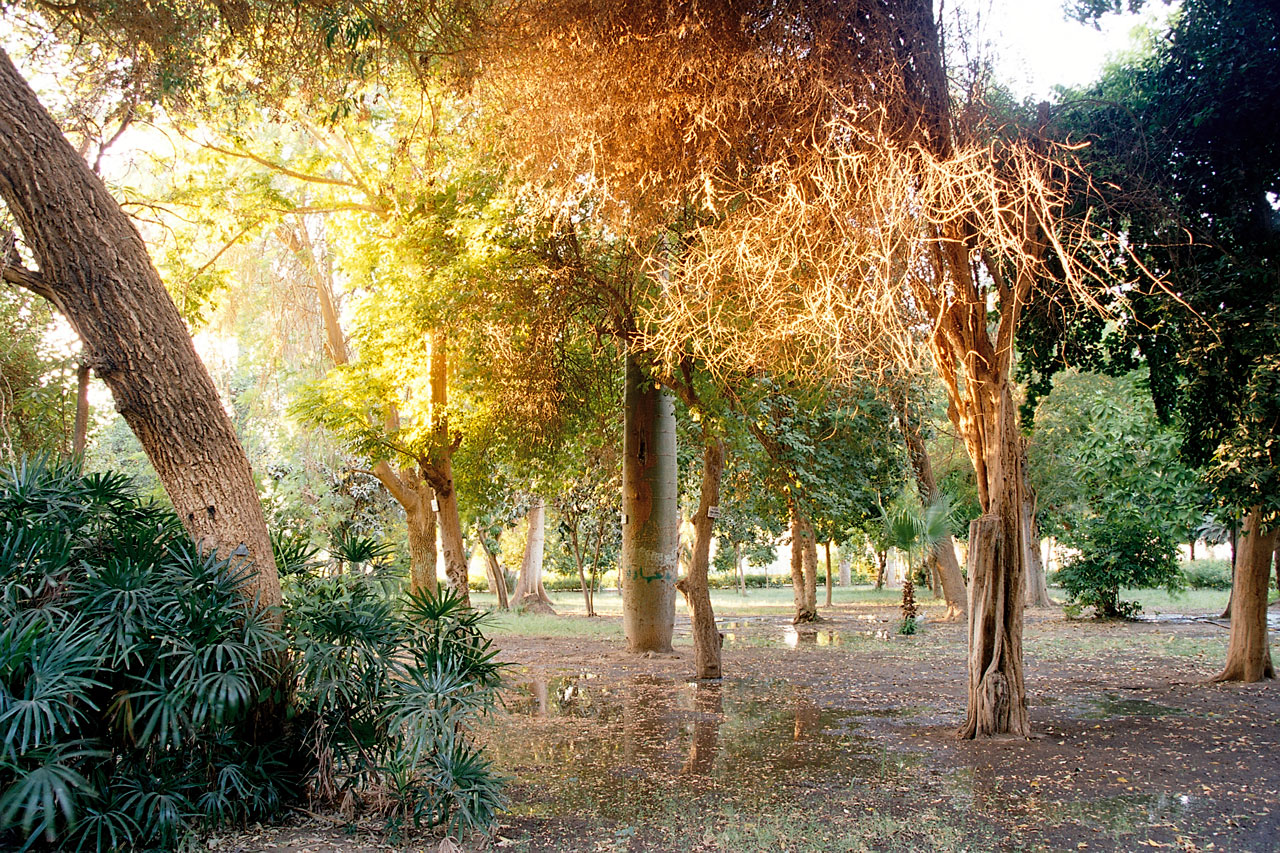
El terreno inundado en una crecida en la isla Kitchener
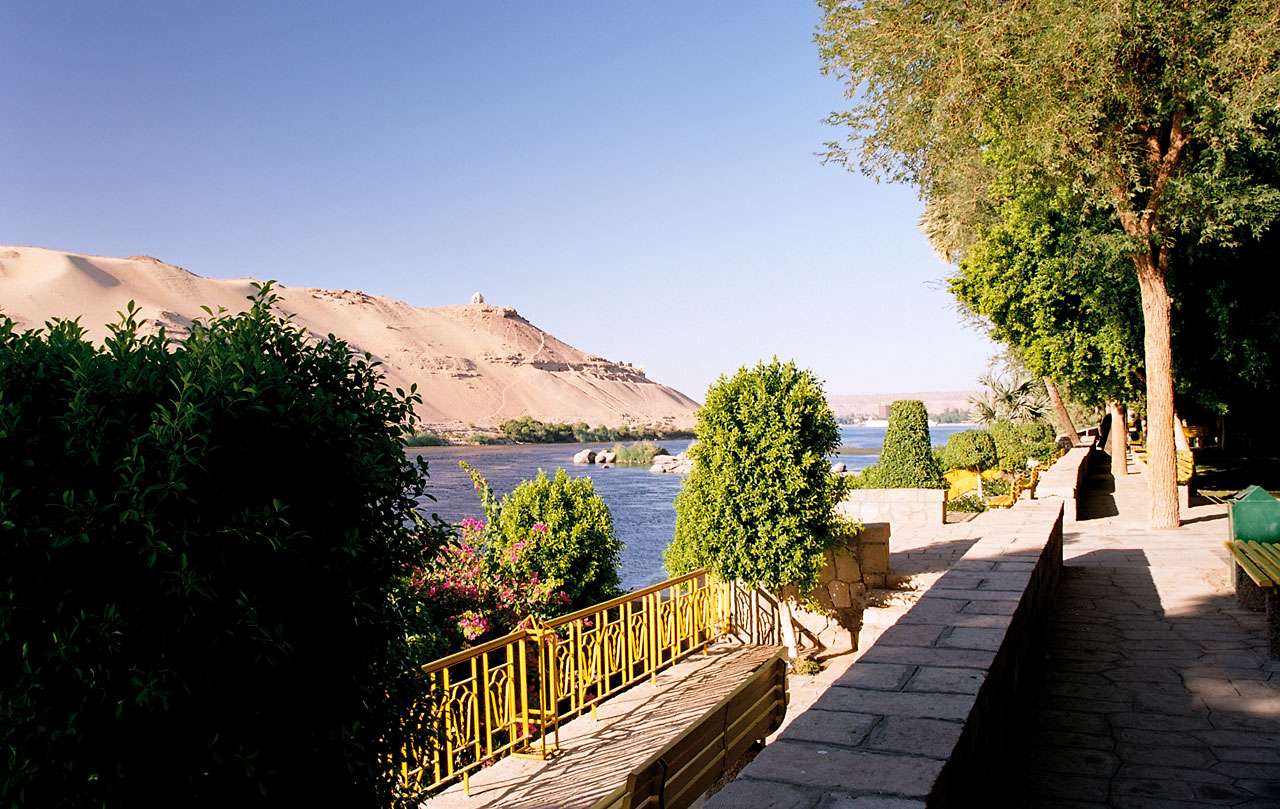
Vista del banco occidental del Nilo desde la isla
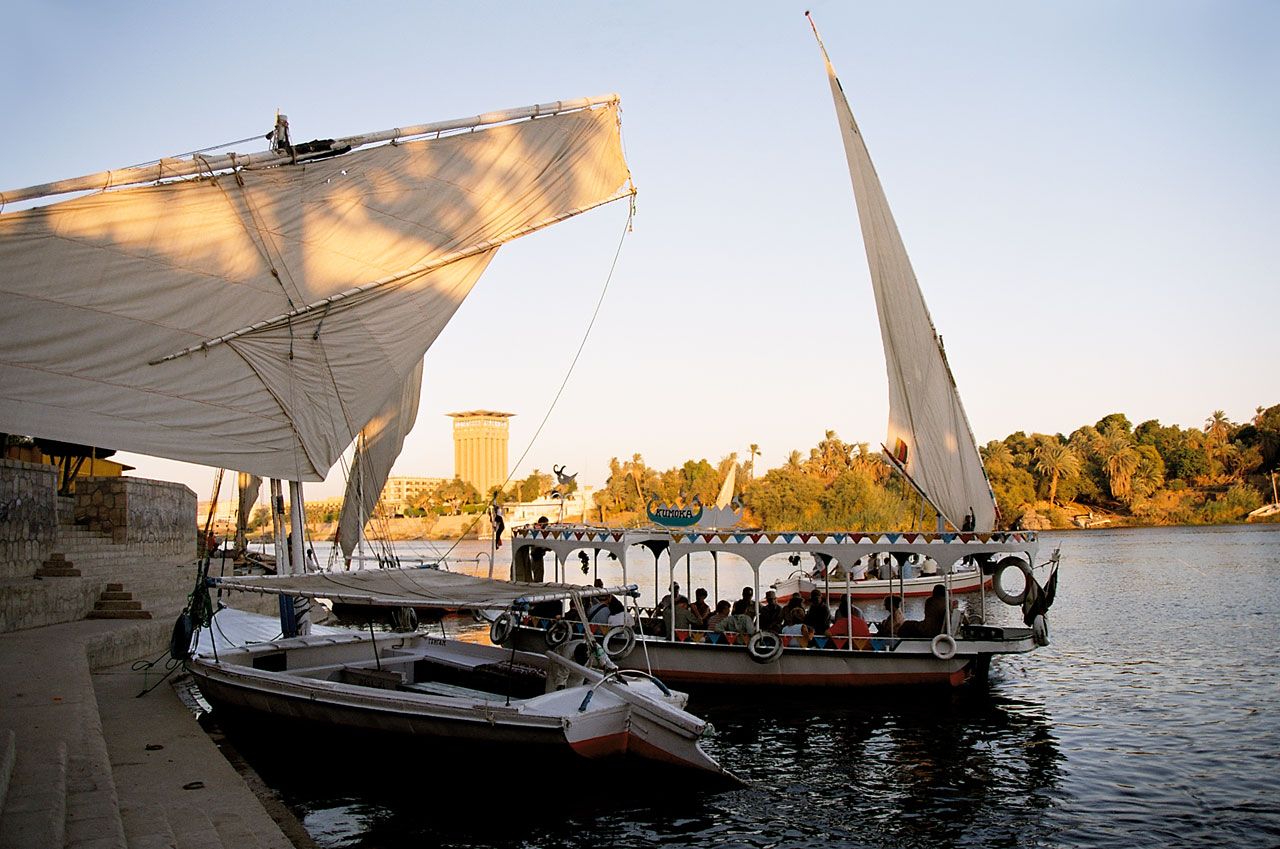
Un embarcadero de falucas en la isla
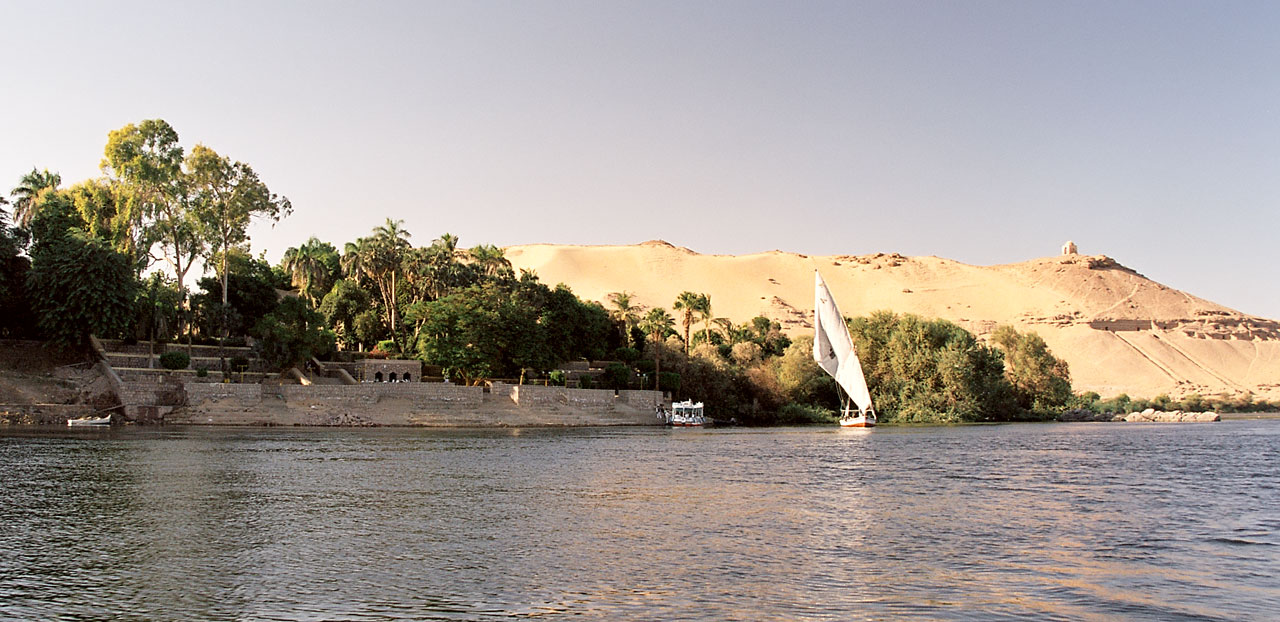
Vista del embarcadero de falucas en la isla
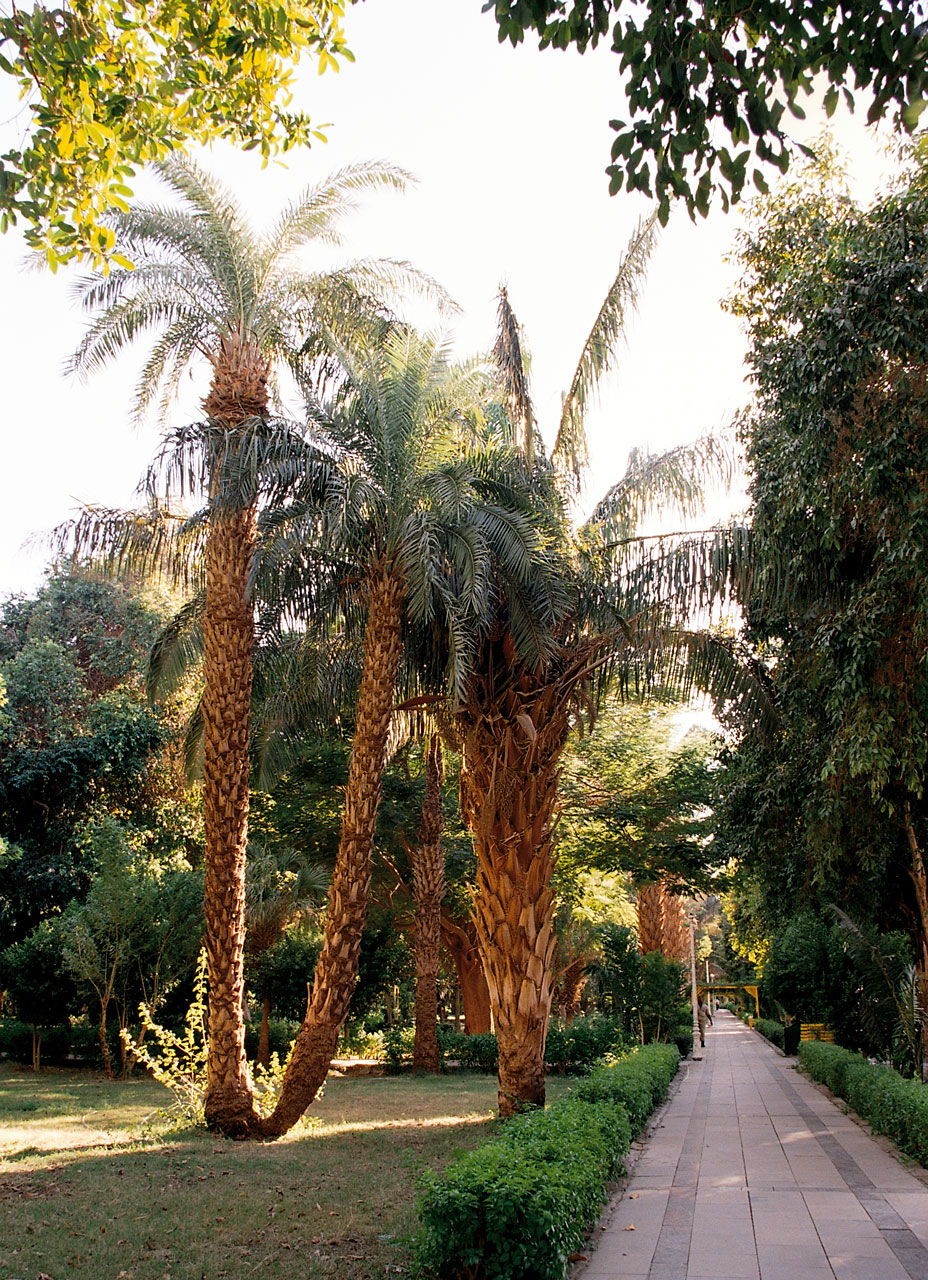
Palmeras en la isla
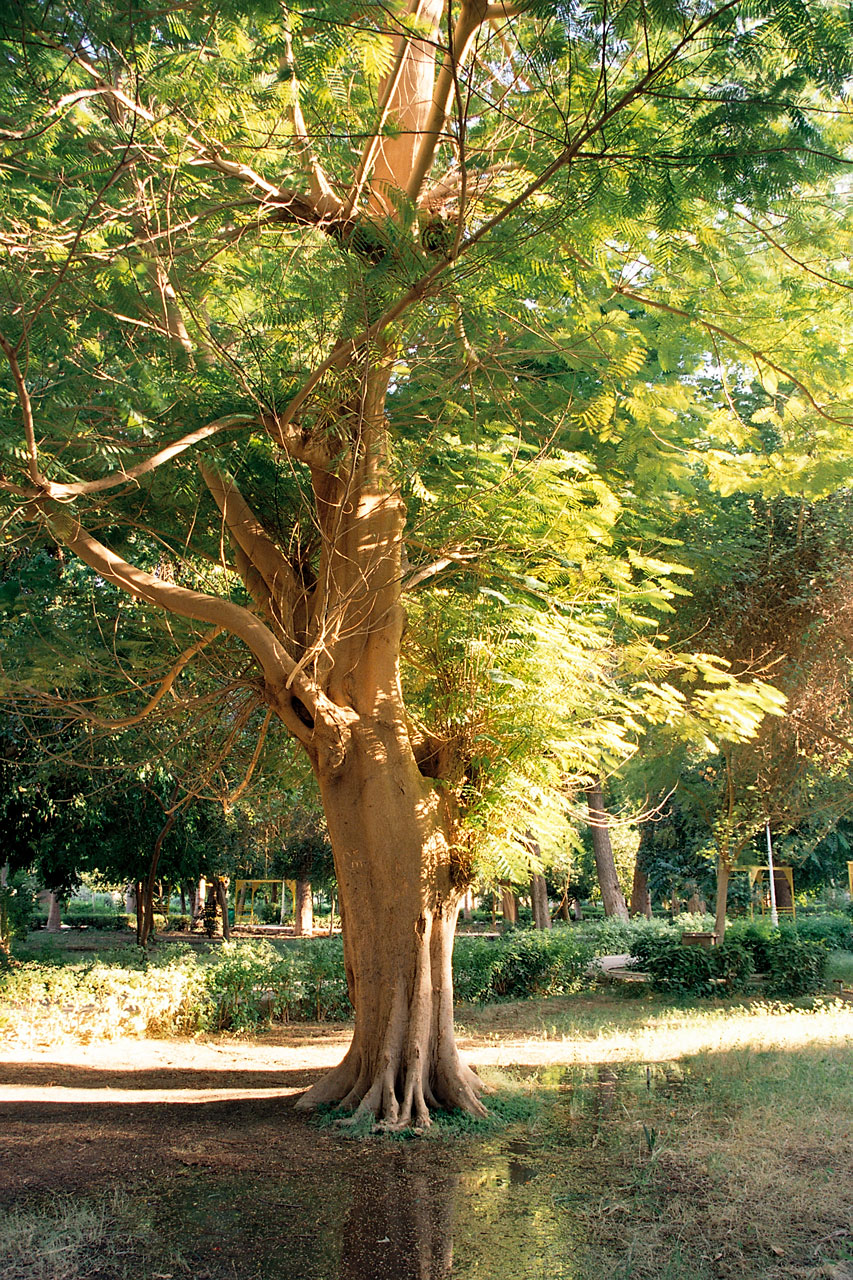
Un árbol en la isla
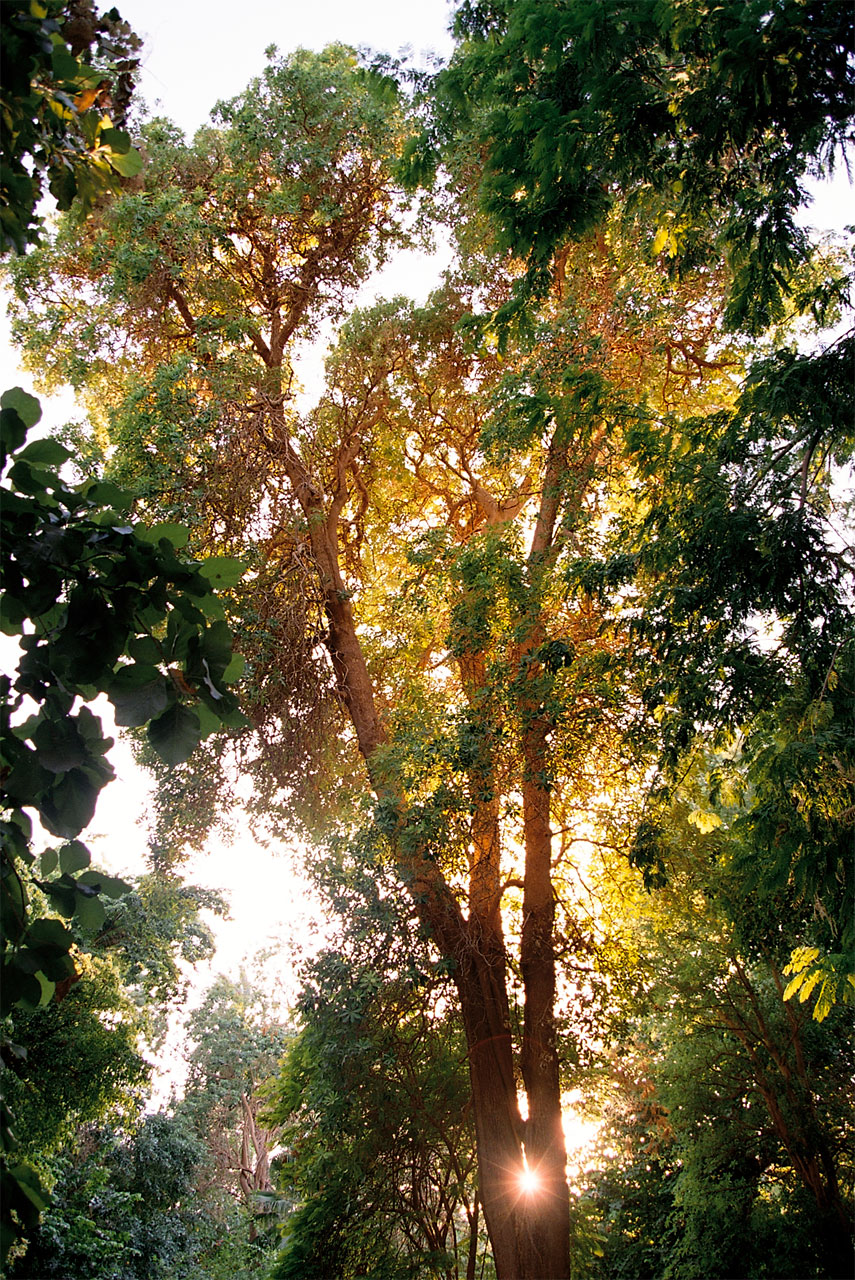
Un árbol en la isla